# Poggio Picenze
Poggio Picenze är en ort och kommun i provinsen L'Aquila i regionen Abruzzo i Italien. Kommunen hade 1 104 invånare (2018).